# Silverback Cargo Freighters
Silverback Cargo Freighters és una aerolínia de càrrega amb base a Kigali, Ruanda.
Per raons de seguretat, Silverback Cargo Freighters està inclosa a la llista negra de companyies aèries de la Unió Europea. El 2018 es va renovar la prohibició d'explotar l'espai aeri comunitari. Ja a l'any 2006 va ser assenyalada en un informe d'un grup d'experts designats de la Resolució 1533 del Consell de Seguretat de les Nacions Unides com una aerolínia que transportava, sota les ordres del govern de Ruanda, armes i municions de manera opaca.
L'aerolínia va estar principalment activa entre els anys 2002 i 2009. Actualment segueix operant vols en alguna capacitat.

## Destinacions antigues
En setembre de 2008 Silverback Cargo Freighters servia als següents destins:

### Àfrica
- Burundi
  - Bujumbura (Aeroport Internacional de Bujumbura)
- Txad
  - N'Djamena (Aeroport Internacional de N'Djamena)
- R.D. del Congo
  - Kinshasa (Aeroport de N'djili)
  - Lubumbashi (Aeroport Internacional de Lubumbashi)
- Etiòpia
  - Addis Ababa (Aeroport Internacional de Bole) Ciutat focus
- Ghana
  - Accra (Aeroport Internacional de Kotoka)
- Libèria
  - Monròvia (Aeroport Internacional Roberts)
- Nigèria
  - Lagos (Aeroport Internacional Murtala Muhammed)
- Ruanda
  - Kigali (Aeroport Internacional de Kigali) Hub
- Sud-àfrica
  - Johannesburg (Aeroport Internacional O.R. Tambo)
- Sudan
  - Khartum (Aeroport Internacional de Khartum )
- Tanzània
  - Mwanza (Aeroport de Mwanza Airport)
- Togo
  - Lomé (Aeroport de Lomé-Tokoin)
- Uganda
  - Entebbe (Aeroport Internacional d'Entebbe)

### Àsia
- Afganistan
  - Kabul (Aeroport Internacional de Kabul)
- Índia
  - Mumbai (Aeroport Internacional Chhatrapati Shivaji)
- Aràbia Saudita
  - Jeddah (Aeroport Internacional Rei Abdulaziz) Ciutat focus
- Emirats Àrabs Units
  - Dubai (Aeroport Internacional de Dubai) Ciutat focus
- Malàisia
  - Kuala Lumpur (Aeroport Internacional de Kuala Lumput) Ciutat focus

## Flota antiga
La flota de Silverback Cargo Freighters va consistir en els següents aparells (setembre de 2008):
| Aparell          | Total | Rutes                   |
| ---------------- | ----- | ----------------------- |
| Douglas DC-8-62F | 2     | Recorregut llarg o curt |